# Aixurrabi II
Aixurrabi II o Aššur-rabi II va ser un rei d'Assíria, un dels que més anys va governar, amb un regnat estimat en 41 anys entre 1013 aC i 972 aC, segons la Llista dels reis d'Assíria.
Era fill d'Assurnasirpal I, i com a tal, germà petit de Salmanassar II. Va succeir al seu nebot Aixurnirari IV. Segons inscripcions de reis posteriors va ser durant el seu regnat que els arameus es van apoderar de Pitru (Pethor) i Mutkinu, dues ciutats properes a Til Barsip que havien estat colonitzades en temps de Teglatfalassar I. No obstant també se sap que va gravar el seu rostre a la pedra (una estela) a la costa fenícia a l'àrea de la muntanya d'Atalur, probablement a la gorga rocosa de Nahr al-Kalb, al nord de Beirut, on més tard altres reis assiris van gravar també els seus rostres. Potser això indicaria un redreçament del poder d'Assíria a la segona part del regnat.
Va morir ja gran, el 972, i el va succeir el seu fill Aixurreixixi II, segons la Llista dels reis d'Assíria.